# Соснівська селищна рада
Сосні́вська се́лищна ра́да — орган місцевого самоврядування в Березнівському районі Рівненської області. Адміністративний центр — селище міського типу Соснове.

## Загальні відомості
- Соснівська селищна рада утворена в 1940 році.
- Територія ради: 4,47 км²
- Населення ради: 4 066 осіб (станом на 2001 рік)
- Територією ради протікає річка Случ.

## Населені пункти
Селищній раді підпорядковані населені пункти:
- смт Соснове
- с. Адамівка
- с. Великі Селища
- с. Вілля
- с. Глибочок
- с. Іванівка

## Склад ради
Рада складається з 20 депутатів та голови.
- Голова ради: Сидорчук Володимир Ростиславович
- Секретар ради: Рибачок Людмила Миколаївна

### Керівний склад попередніх скликань
| ПІБ                              | Основні відомості                                                | Дата обрання | Дата звільнення |
| -------------------------------- | ---------------------------------------------------------------- | ------------ | --------------- |
| Сидорчук Володимир Ростиславович | Селищний голова, 1956 року народження, освіта вища, безпартійний | 26.03.2006   | 31.10.2010      |
| Сидорчук Володимир Ростиславович | Селищний голова, 1956 року народження, освіта вища, безпартійний | 31.10.2010   |                 |

Примітка: таблиця складена за даними сайту Верховної Ради України

### Депутати
За результатами місцевих виборів 2010 року депутатами ради стали:

#### За суб'єктами висування
| Суб'єкт висування                                       | Кількість обраних депутатів | %  |
| ------------------------------------------------------- | --------------------------- | -- |
| Самовисування                                           | 14                          | 70 |
| Народна партія                                          | 5                           | 25 |
| Політична партія Всеукраїнське об'єднання «Батьківщина» | 1                           | 5  |

#### За округами
| № округу                                                | Прізвище, ім'я, по батькові     | Дата визнання обраним | Освіта                    | Партійна приналежність                        | Відомості про обраного депутата                                                                                             |
| ------------------------------------------------------- | ------------------------------- | --------------------- | ------------------------- | --------------------------------------------- | --- |
| Народна Партія                                          |                                 |                       |                           |                                               | |
| 1                                                       | Назаренко Лілія Анатоліївна     | 03.11.2010            | Освіта середня спеціальна | член Народної партії                          | ДП"Соснівське лісове господарство", бухгалтер                                                                               |
| 4                                                       | Герук Алла Олександрівна        | 03.11.2010            | Освіта вища               | член Народної партії                          | ДП «Соснівське лісове господарство», головний бухгалтер                                                                     |
| 12                                                      | Стасюк Оксана Богданівна        | 03.11.2010            | Освіта вища               | член Народної партії                          | ДП"Соснівське лісове господарство", інженер комп'ютерної техніки                                                            |
| 13                                                      | Кроль Зоя Олексіївна            | 03.11.2010            | Освіта середня спеціальна | член Народної партії                          | ДП"Соснівське лісове господарство", бухгалтер                                                                               |
| 18                                                      | Белюшко Галина Володимирівна    | 03.11.2010            | Освіта вища               | член Народної партії                          | приватний підприємець |
| Політична партія Всеукраїнське об'єднання «Батьківщина» |                                 |                       |                           |                                               | |
| 7                                                       | Дворянська Анжела Володимирівна | 03.11.2010            | Освіта середня спеціальна | член Всеукраїнського об'єднання «Батьківщина» | Рівненська філія публічного акціонерного товариства комерційного банку «Приватбанк», керівник Березнівського відділення № 2 |
| Самовисування                                           |                                 |                       |                           |                                               | |
| 2                                                       | Бухалюк Наталія Федорівна       | 03.11.2010            | Освіта вища               | позапартійна                                  | Соснівський будинок дітей і молоді, керівник гуртка                                                                         |
| 3                                                       | Білоус Наталія Григорівна       | 03.11.2010            | Освіта вища               | позапартійна                                  | тимчасово не працює |
| 5                                                       | Кручок Жанна Володимирівна      | 03.11.2010            | Освіта вища               | позапартійна                                  | Соснівська районна лікарня, лікар-терапевт                                                                                  |
| 6                                                       | Мацкевич Раїса Демидівна        | 03.11.2010            | Освіта середня спеціальна | позапартійна                                  | ТОВ «Тандемсвіт», головний бухгалтер                                                                                        |
| 8                                                       | Чижевський Сергій Степанович    | 03.11.2010            | Освіта вища               | позапартійний                                 | Приватне підприємство «Ярмолка», інженер                                                                                    |
| 9                                                       | Рибачок Людмила Миколаївна      | 03.11.2010            | Освіта середня спеціальна | позапартійна                                  | Соснівська селищна рада, секретар виконкому                                                                                 |
| 10                                                      | Гоменюк Сергій Іванович         | 03.11.2010            | Освіта середня спеціальна | позапартійний                                 | Соснівська районна лікарня, зубний лікар                                                                                    |
| 11                                                      | Капранчук Анжела Анатоліївна    | 03.11.2010            | Освіта середня спеціальна | позапартійна                                  | Соснівська селищна рада, завідувачка військового обліку                                                                     |
| 14                                                      | Сульжик Марія Федорівна         | 03.11.2010            | Освіта середня спеціальна | позапартійна                                  | приватний підприємець |
| 15                                                      | Семенчук Світлана Анатоліївна   | 03.11.2010            | Освіта вища               | позапартійна                                  | Соснівська селищна рада, спеціаліст районного центру для сім"ї, дітей та молоді                                             |
| 16                                                      | Рудик Валентина Ростиславівна   | 03.11.2010            | Освіта вища               | позапартійна                                  | Соснівська селищна рада, землевпорядник                                                                                     |
| 17                                                      | Чикалюк Юрій Васильович         | 03.11.2010            | Освіта середня спеціальна | позапартійний                                 | Соснівська райлікарня, водій швидкої допомоги                                                                               |
| 19                                                      | Власюк Наталія Петрівна         | 03.11.2010            | Освіта вища               | позапартійна                                  | Соснівський навчально-виховний комплекс «Гімназія-загальноосвітня школа І ст.», вчитель початкових класів                   |
| 20                                                      | Чумак Петро Степанович          | 03.11.2010            | Освіта середня спеціальна | позапартійний                                 | Соснівська райлікарня, завідувач фельдшерсько-акушерським пунктом с. Вілля                                                  |